# Banana split

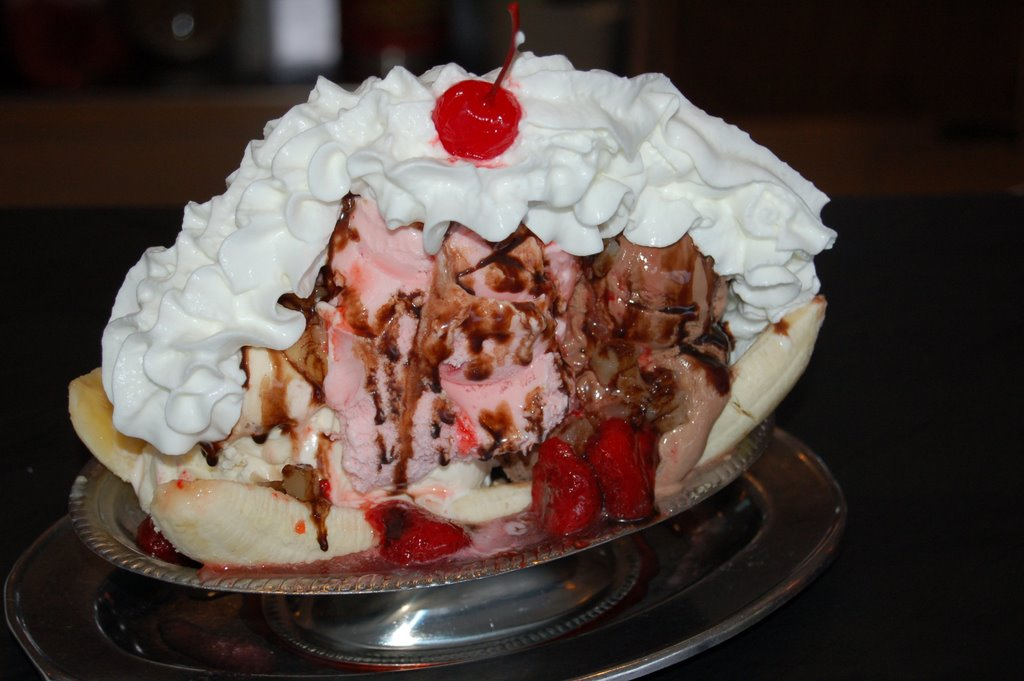
Banana Split tradicional.

A banana split ou banana-rachada é uma sobremesa servida à base de sorvete e banana. Originalmente dos Estados Unidos, é considerada um tipo de sundae. Na sua forma clássica, é servida numa travessa em forma de barco, quando a banana é cortada ao meio, longitudinalmente, e colocada na travessa. Apesar de variar os sabores, tipicamente são servidas sobre a banana bolas de sorvete de baunilha, chocolate, morango e chantili. É comum servir o sorvete com calda ou xarope de chocolate, morango ou caramelo. Por último, é guarnecida com nozes, castanhas ou amêndoas quebradas em pedaços pequenos.
A história da banana split é controversa e existem muitas versões para o fato. Segundo o Livro da Banana Split, em 1904 a sobremesa foi inventada na pequena cidade de Latrobe, por David Strickler, um farmacêutico aprendiz. Ele adorava inventar receitas de sundae na farmácia onde era empregado. Um dia, como tinha bananas para a sobremesa, cortou ao meio a fruta e cobriu as metades com bolas de sorvete e calda de frutas.